# Ravenloft
Ravenloft é um módulo de aventura para o jogo de RPG Dungeons & Dragons (D&D) publicado pela TSR, Inc. em 1983 para ser jogado com a primeira edição de Advanced Dungeons & Dragons. Foi escrito por Tracy e Laura Hickman e ilustrado por Clyde Caldwell (responsável pelas artes) e David Sutherland III (encarregado dos mapas). O enredo de Ravenloft envolve o vilão Strahd von Zarovich, um vampiro que anseia por seu amor perdido. Vários elementos da história, incluindo a motivação de Strahd e a localização de armas mágicas, são determinados aleatoriamente por cartas de baralho. Os personagens dos jogadores tentam derrotar Strahd e se conseguirem, a aventura acaba.
Os Hickmans começaram a trabalhar em Ravenloft na metade dos anos 1970; os dois tinham a intenção de criar um retrato assustador de um vampiro em um ambiente que combinava horror gótico com o sistema de jogo de D&D. Eles testaram a aventura com um grupo de jogadores no Dia das Bruxas por cinco anos seguidos antes de ela ser lançada oficialmente. Desde então, Strahd apareceu em uma grande variedade de acessórios e romances de D&D. O módulo em si também teve várias revisões e adaptações, incluindo um cenário de campanha de mesmo nome e uma sequência. Em 1999, no aniversário de 25 anos de Dungeons & Dragons, duas versões comemorativas de Ravenloft foram publicadas. Em 2016, a Wizards of the Coast lançou Curse of Strahd, uma adaptação para a quinta edição do jogo.
Ravenloft foi geralmente bem recebido pela crítica da época de seu lançamento original, sendo considerado pela revista Dungeon em 2004 como a segunda melhor aventura de Dungeons & Dragons.

## Enredo
A história envolve um grupo de personagens de jogadores (PJs) que viajam para a terra de Barovia, uma pequena nação cercada por uma névoa mágica e mortal. O mestre do vizinho Castelo Ravenloft, o conde Strahd von Zarovich, governa tiranicamente o país, e um prólogo explica que os moradores barricam suas portas todas as noites para evitar ataques seus e de seus asseclas. A mansão do burgomestre é o foco desses investidas, e, por razões que não são explicadas inicialmente, o conde está atrás da filha adotiva do burgomestre, Ireena Kolyana.
Antes de começar o jogo, o Mestre (o jogador que organiza e dirige a partida) sorteia aleatoriamente cinco cartas de um baralho. Duas delas determinam a localização de duas armas mágicas úteis para derrotar Strahd: o Símbolo Sagrado e a Espada do Sol. As duas cartas seguintes determinam a localização do vilão e de seu tomo, um livro que detalha seu amor não correspondido de muito tempo atrás. Aqui é revelado que Strahd havia se apaixonado por uma jovem chamada Tatyana, que por sua vez amava seu irmão mais novo, Sergei. Ele culpou sua idade pela rejeição e fez um pacto com os poderes das trevas para viver para sempre. Ele então matou seu irmão, mas a jovem se matou em resposta, e Strahd descobriu que ele havia se tornado um vampiro. Todos os locais possíveis estão dentro do Castelo Ravenloft.
A quinta e última carta selecionada determina a motivação de Strahd. Existem quatro variações possíveis. Ele pode querer substituir um dos PJs e tentar transformar o personagem em um vampiro e assumir a forma deste. O vilão também pode desejar o amor de Ireena, cuja aparência coincide com a de Tatyana; usando o controle mental, Strahd tentará forçar um PJ a atacar Ireena e ganhar seu amor "salvando-a" dessa situação. Ele ainda pode querer criar um item mágico maligno ou destruir a Espada do Sol. Se, durante o jogo, o destino do personagens é lido em um acampamento cigano em Barovia, os elementos aleatórios são alterados para coincidir os resultados desta leitura de cartas.
Enquanto os PJs viajam por Barovia e pelo castelo, o jogo é guiado usando doze mapas com seções correspondentes no corpo do livro. Exemplos de mapas e seções incluem as terras de Barovia, a "Corte do Conde", cinco entradas para cada nível das torres de Ravenloft e as masmorras e catacumbas. Cada local contém tesouros e adversários, incluindo zumbis, lobos, ghouls, fantasmas e outras criaturas. O objetivo principal do jogo é destruir Strahd. O Mestre é instruído a interpretar o vampiro de forma inteligente e mantê-lo vivo o maior tempo possível, fazendo-o fugir quando necessário. Em um epílogo opcional, Ireena se reencontra com Sergei. Eles deixam o "mundo mortal" como Ireena diz: "Através desses muitos séculos, nós representamos a tragédia de nossas vidas."

## Desenvolvimento
| Meia visão de um homem grande, careca, caucasiano em uma camisa listrada. |  | Meia visão de uma mulher grande, loira, caucasiana em um vestido roxo. |
| Tracy e Laura Hickman.                                                    |  |                                                                        |

Tracy Hickman e Laura Curtis se casaram em 1977. Logo depois, enquanto moravam em Provo, Utah, escreveram as aventuras Pharaoh e Ravenloft. Quando começaram a trabalhar nesta última, eles acharam que o arquétipo do vampiro havia se tornado excessivamente usado, banal e mundano, e decidiram criar uma versão assustadora da criatura para o módulo. Eles o testaram com um grupo de jogadores todo Dia das Bruxas durante cinco anos antes da aventura ser publicada pela TSR, Inc. em 1983. A trama combinou elementos do gênero horror com as convenções de Dungeons & Dragons pela primeira vez. Na época do lançamento de Ravenloft, cada módulo de D&D era marcado com um código alfanumérico indicando a série à qual ele pertencia. Ravenloft foi rotulado I6: o sexto de uma série de módulos de nível intermediário para a primeira edição do jogo. Consistia em um livro de 32 páginas, com mapas separados que detalhavam os locais no cenário de aventura.
De acordo com um artigo da Wizards of the Coast, Strahd se tornou um dos vilões mais infames e conhecidos em D&D, e ele apareceu em vários romances e livros de regras desde sua estreia. Em uma introdução a uma edição on-line de Ravenloft II, o autor John D. Rateliff descreveu Strahd como uma fusão incomum de um monstro com as habilidades de uma classe de personagem de jogador; isto é, um vampiro mago. Esse design permite que ele combine seus próprios poderes com o ambiente ao redor, fazendo dele um adversário difícil de derrotar.
Para celebrar o 25º aniversário de Dungeons & Dragons em 1999, duas versões adicionais de Ravenloft foram lançadas. A primeira foi uma reimpressão da aventura original disponibilizada no conjunto de boxes Dungeons & Dragons Silver Anniversary Collector's Edition, com pequenas modificações para torná-las distinguíveis do original (para fins de coleção). A segunda foi a edição de aniversário que foi adaptada para uso com a segunda edição de D&D (TSR e posteriormente a Wizards of the Coast alteram periodicamente as regras do jogo, lançando uma nova versão).

### Ravenloft II: The House on Gryphon Hill
O sucesso de Ravenloft levou a uma sequência em 1986, intitulada Ravenloft II: The House on Gryphon Hill. Embora Tracy Hickman tenha sido creditado, ele deixou a TSR antes que o módulo fosse concluído. O roteiro foi elaborado por David "Zeb" Cook, Jeff Grubb, Harold Johnson e Douglas Niles, seguindo o esboço de Hickman. Cada escritor completou uma seção diferente para cumprir o prazo de entrega. Clyde Caldwell, que fez toda a arte para o módulo original, forneceu a capa, mas a arte interior foi feita por Jeff Easley. A aventura é projetada para personagens de níveis oito a dez usando as regras da primeira edição de D&D. Ela tem 48 páginas e inclui um grande mapa colorido e uma pasta externa. Além disso, compartilha elementos estruturais com o original, incluindo metas variáveis de personagens do Mestre e locais variáveis para objetos-chave, de modo que Gryphon Hill se desenvolve de forma diferente a cada jogatina. Ela ainda inclui descrições da cidade de Mordentshire, bem como alguns pântanos assombrados e uma mansão, todos mapeados em perspectiva como o módulo original. O enredo apresenta um artefato conhecido como O Aparelho que muda a personalidade de um monstro com o de um cidadão comum; os personagens dos jogadores, portanto, estão incertos sobre a verdadeira identidade das pessoas que encontram. O módulo também apresenta Azalin, o lich, que mais tarde se tornou um personagem importante no cenário de campanha de Ravenloft. A aventura pode ser jogada independentemente ou como uma sequência para o original.

### Adaptações
Em 1986, Ravenloft foi adaptado para um livro-jogo, onde o leitor faz o papel de Jeren Sureblade, um paladino que deve derrotar Strahd para salvar uma jovem de se tornar um dos mortos-vivos. A publicação foi escrita por Jean Blashfield, com capa de Clyde Caldwell e arte interior de Gary Williams.
A aventura original inspirou um cenário de campanha com o mesmo nome, publicado em 1990. A coleção Ravenloft: Realm of Terror foi publicada como parte da segunda edição de D&D e, de acordo com a contracapa, é "enraizada na tradição gótica" e contém "dicas para adicionar medo aos seus jogos". O cenário do módulo foi expandido; Ravenloft agora é um semiplano (uma dimensão alternativa). A versão de Strahd na coleção é semelhante ao personagem da aventura original, mas suas habilidades foram aumentadas e seu histórico explicado com mais detalhes. O cenário de campanha produziu uma série de spin-offs, e esta nova versão de Strahd foi usada como personagem principal em vários romances.
Ravenloft original foi revisado e expandido três vezes. Em 1993, a TSR publicou House of Strahd, atualizado para incluir regras da segunda edição do jogo. O módulo credita o trabalho original dos Hickmans, mas foi revisado por Bruce Nesmith, que junto com Andria Hayday criou o cenário de campanha. Nesmith introduziu algumas criaturas novas, desenvolveu as táticas de Strahd e adicionou uma tabela de controle de tempo para que o Mestre pudesse antecipar o pôr do sol. Em outubro de 2006, a Wizards of the Coast lançou uma versão atualizada e ampliada do módulo original para a edição 3.5 de D&D como um livro de capa dura de 226 páginas intitulado Expedition to Castle Ravenloft. Foi baseado no módulo original, e não no material produzido nos anos seguintes. Expedition to Castle Ravenloft é projetado para ser jogado como uma mini-campanha com duração de cerca de vinte sessões de jogo, muito mais do que o módulo original, embora contenha opções para ser narrado como uma aventura longa de oito ou quatro sessões. O livro também inclui sugestões para incorporar a aventura em um cenário genérico existente ou em Forgotten Realms, Eberron e d20 Modern. A Wizards of the Coast lançou o jogo de tabuleiro Castle Ravenloft em 2010 como parte da série "Adventure System" de jogos de tabuleiro usando um conjunto simplificado de regras da quarta edição de D&D. Em 2016, a empresa publicou Curse of Strahd, uma adaptação do módulo original para a quinta edição do jogo, que foi geralmente bem recebida, ganhando os prêmios ENnie de Melhor Aventura e Melhor Arte de capa.

## Recepção
As análises recebidas foram geralmente positivas. Rick Swan revisou a aventura na edição 72 do The Space Gamer. Ele comentou que havia "tanto a atmosfera gótica em Ravenloft que se tivesse mais, ela iria bater suas páginas e voar para longe", e afirmou que a maior parte da aventura envolvendo uma busca no Castelo Ravenloft não era "muito interessante", com poucos encontros, distantes um do outro, e que a mecânica de usar um baralho comum para simular uma cartomante cigana era "boba e os resultados arbitrários demais", mas concluiu afirmando que "Ravenloft é uma mudança tão refrescante que, mesmo com seus problemas, é recomendado."
Na edição de julho de 1984 da revista White Dwarf, a aventura recebeu uma nota oito de dez, com o revisor mencionando sua apresentação como positiva e sua complexidade como negativa. Foi comparado a uma produção de terror da Hammer e elogiado como agradável, embora o analista disse que os trocadilhos do jogo eram tediosos e prejudicaram a atmosfera assustadora. Para a mesma revista, o revisor Dave Morris disse que "deve ser muito divertido - 'luz, alívio' de um tipo estressante e mortal" e concluiu que Ravenloft é "cheio de toques inteligentes" e "apresenta algumas ilustrações e gráficos de primeira classe".
Em uma análise para a edição de janeiro de 1984 da revista Dragon (publicada por uma subsidiária da TSR), Ken Rolston argumentou que, apesar de suas inovações, Ravenloft ainda era essencialmente uma aventura no estilo de uma exploração de masmorra. Ele elogiou a randomização, os mapas e o texto do jogador (que é lido em voz alta pelo Mestre para os jogadores), no qual ele notou que "desenvolve consistentemente uma atmosfera de escuridão e decadência". Apesar disso, Rolston achou que a aventura tem dificuldade em desenvolver um tom assustador. Ele destaca seu uso de monstros comuns em D&D, uma abundância de armadilhas e interlúdios de combate frequentes como elementos que diminuem a estranheza da aventura ao interromper o fluxo do módulo. Em última análise, ele achou que em "termos de D&D é uma obra-prima", mas não uma obra de "horror gótico".
Ravenloft ganhou um prêmio e foi incluído em duas listas de "melhores" jogos. Em 1984, ganhou o prêmio do Clube de Estrategistas por Melhor Assistência a Jogo. O livro Dungeon Master For Dummies escolheu o módulo como uma das dez melhores aventuras clássicas, dizendo que "talvez seja nossa aventura favorita de D&D de todos os tempos", pois Ravenloft "pega a lenda de Drácula e dá um toque de D&D". O livro também também elogiou o enredo detalhado e conciso e os mapas isométricos, bem como afirma que Ravenloft "inspirou designers de jogos e Mestres a levar a arte da aventura ao próximo nível".
Em 2004, no 30.º aniversário de Dungeons & Dragons, a revista Dungeon classificou o módulo como a segunda maior aventura de de todos os tempos — atrás apenas de Queen of the Spiders. O editor da revista elogiou a colocação dos tesouros e a motivação de Strahd foi descrita como "uma maneira brilhante de deixar o destino guiar o enredo e evocar o mistério e a mística de Barovia". Bill Slavicsek, diretor do departamento de Miniaturas e RPGs da Wizards of the Coast, observou que essa foi a primeira aventura a "misturar tom, história e rastreamento de masmorras" em um módulo, e o designer de jogos Andy Collins concordou. Clark Peterson, presidente da Necromancer Games, destacou os mapas e Strahd, dizendo que o vampiro é "talvez um dos melhores vilões de todos os tempos". O autor John Rateliff também elogiou os mapas e a randomização, bem como a dualidade de Strahd como um vampiro mago. As catacumbas, onde personagens dos jogadores são teletransportados e substituídos por wights, foi apontada pelos editores da publicação como o "momento decisivo" da aventura.